# Mandinga (álbum)
Mandinga é o álbum de estréia da carreira solo do guitarrista de blues brasileiro André Christovam. Lançado em 1989, e por conter letras em português, este álbum é considerado pioneiro por ser o primeiro disco inteiramente de blues do cenário musical brasileiro.
Segundo o jornal A Gazeta do Povo, este é, talvez, o álbum de blues mais vendido no Brasil em todos os tempos.
Deste álbum, 4 músicas tiveram relativo destaque nas rádios: "Confortável", "Genuíno Pedaço de Cristo", "So Long Boemia" e "Dados Chumbados". Sobre "Genuíno Pedaço do Cristo", André fez o seguinte comentário: "ela foi composta porque eu estava indignado com a CBF que permitiu que roubassem a taça Jules Rimet. Só que em vez de dizer isso diretamente, contei uma história sobre aquela estrutura de poder montada no Rio de Janeiro, do poder da política, do poder do futebol, e que deixaram roubar o maior patrimônio que a gente tinha. E derreteram. Roubaram um pedaço da nossa história, uma coisa preciosa. Me lembro da comoção de 1970".

## Faixas
- Todas as faixas compostas por André Christovam

Lado A
01. Sebo nas Canelas - 2:30

02. Confortável - 3:15

03. Duvido (Mas, Tô Tentando) - 3:26

04. Blind Dog - 0:54

05. Mandinga - 7:30

Lado B
06. So Long Boemia - 4:22

07. Genuíno Pedaço do Cristo - 4:30

08. Dados Chumbados - 4:38

09. Palhaço de Gesso - 3:04

Faixas-bônus (re-lançamento em CD)
10. Carne de Pescoço - 4:37

11. Sem Whisky, Sem My Baby - 5:30

12. Para Com Isso - 3:58

## Créditos Musicais
- André Christovam - Voz, Guitarra
- Márcio Vitulli - Baixo Elétrico
- Alaor Neves - Bateria

Músicos convidados
- Roberto de Carvalho: Guitarra & Voz (Faixa 3)
- Flavio Guimaraes: Gaita (Faixas 5 & 7)
- Paulo Calasans: Orgão (Faixa 8)
- Ruria Duprat: Piano (Faixa 6)
- Pique Riverti: Sax (Faixas 6 & 8)
- Tenisson: Trumpete (Faixa 6)
- Ubaldo & Caca: Sax (Faixa 6)
- Donizete: Trombone (Faixa 6)